# Widynów
Widynów (ukr. Видинів, Wydyniw) – wieś w rejonie kołomyjskim (do 2020 w rejonie śniatyńskim) obwodu iwanofrankiwskiego. Wieś liczy 1148 mieszkańców.
Znajduje się tu stacja kolejowa Widynów, położona na linii Lwów – Czerniowce.

## Historia
26 października 1416 w Niepołomicach król Władysław Jagiełło nadał wieś bojarowi Waśkowi Teptuchowiczowi (Waszek Teptukowicz, czyli Teptjakowicz).
W II Rzeczypospolitej miejscowość była siedzibą gminy wiejskiej Mikulińce w powiecie śniatyńskim, województwa stanisławowskiego. 
W marcu i kwietniu 1944 nacjonaliści ukraińscy z OUN-UPA zamordowali we wsi 15 Polaków.